# Murmaši
Murmaši (rusky Мурмаши) je sídlo městského typu v Kolském okrese v Murmanské oblasti v Rusku. Žije zde 9 449 obyvatel (2023).

## Geografie
Osada se nachází na severu Kolského poloostrova, 21 km vzdušnou čarou jihozápadně od Murmansku na pravém břehu dolního toku Tulomy. Murmaši se nachází asi 10 km jihozápadně od okresního města Kola.

## Historie
Murmaši vzniklo v souvislosti s výstavbou hydroelektrárny Nižnětulomskaja, která byla plánována již podle plánů z roku 1934 pro napájení části Murmanské železniční magistrály, která měla být elektrifikována. Elektrárnu postavili političtí vězni z gulagu. První turbína byla uvedena do provozu dne 13. ledna 1937, celá elektrárna 11. července 1938.
Dne 27. listopadu 1938 byl osadě udělen status sídlo městského typu.

## Ekonomika a infrastruktura
Přímo u osady se nachází vodní elektrárna Nižnětulomskaja o výkonu 57,2 megawattů. Provozovatelem je akciová společnost TGK-1, která vzešla z několika severozápadních dodavatelů energie, včetně KolEnergo, a kterou ovládá Gazprom. Existují zde také společnosti podnikající ve stavebnictví, lesnictví a v dopravě.
Nedaleko Murmaši se nachází sanatorium Laplandija, které bylo otevřeno v roce 1937 jako zotavovna pro rybáře ze severních arktických moří. Nyní je to nejsevernější lázeňské zařízení v Rusku.
4 km jižně od Murmaši se nachází mezinárodní letiště Murmansk. V obci se nachází stejnojmenná železniční nákladní stanice. Existuje zde pravidelná autobusová doprava s krajským městem Murmanskem a okresním městem Kolou.
V Murmaši se nachází dvě trestanecké nápravné kolonie (IK-16 a IK-18).

## Partnerská města
- Överkalix, Švédsko